# بنسون ۱۶۲۳۰
سیارک ۱۶۲۳۰ (به انگلیسی: 16230 Benson، نامگذاری:2000EA95) شانزده هزار و دویست و سی‌امین سیارک کشف شده‌است که در ۹ مارس ۲۰۰۰ کشف شد.
قدر مطلق سیارک برابر ۱۹.۵ است.